# Bandas de Schumann–Runge
As bandas Schumann-Runge são um conjunto de bandas de absorção de oxigénio molecular que ocorrem em comprimentos de onda entre 176 e 192,6 nanómetros. As bandas recebem o nome de Victor Schumann e Carl Runge.